# Gaultheria phillyreifolia
Gaultheria phillyreifolia är en ljungväxtart som först beskrevs av Christiaan Hendrik Persoon, och fick sitt nu gällande namn av Herman Otto Sleumer. Gaultheria phillyreifolia ingår i släktet Gaultheria och familjen ljungväxter. Inga underarter finns listade i Catalogue of Life.